# سید علی میرعمادی
سید علی میرعمادی (متولد ۳۱ اردیبهشت ۱۳۲۱) زبان‌شناس و مترجم ایرانی و استاد بازنشسته دانشگاه علامه طباطبایی است. پژوهش‌های او بیشتر در حوزه نحو، نشانه‌شناسی و مطالعات ترجمه است.

## تحصیلات
- دکترای زبان‌شناسی از دانشگاه میشیگان، ۱۹۸۱
- کارشناسی ارشد آموزش زبان انگلیسی از دانشگاه تهران، ۱۹۷۶
- کارشناسی آموزش زبان انگلیسی از دانشگاه کاردیف انگلستان، ۱۹۷۲

## سمت‌ها
- نایب‌رئیس انجمن زبان‌شناسی ایران، از هنگام تأسیس تا ۱۳۸۳ و از ۱۳۸۶ تا ۱۳۸۹
- سردبیر نشریه زبان و زبان‌شناسی تا سال ۱۳۸۶

## آثار

### تألیف
- «نحو زبان فارسی (بر پایه نظریه حاکمیت و مرجع‌گزینی)»، سیدعلی میرعمادی، تهران: سازمان مطالعه و تدوین کتب علوم انسانی دانشگاه‌ها، ۱۳۷۶
- «نحو زبان فارسی و انگلیسی در قالب برنامه کمینگی»، سیدعلی میرعمادی، تهران: نشر فرهیخته، ۱۳۷۹
- «شناخت، ذهن و زبان در گذر زمان»، سیدعلی میرعمادی، تهران: ورجاوند، ۱۳۸۲
- «اصول و مبانی نظری ترجمه»، سیدعلی میرعمادی، تهران: سمت، ۱۳۸۰
- «تئوریهای ترجمه»، سیدعلی میرعمادی، تهران: سمت، ۱۳۷۸
- «دائرةالمعارف توصیفی نشانه‌شناسی»، سیدعلی میرعمادی، تهران: انتشارات معرفت
- «فارسی بیاموزیم»، سیدعلی میرعمادی، تهران: انتشارات دانشگاه پیام نور

### ترجمه
- «نشانه‌شناسی چیست؟»، یورگن دینس یوهانسین، سونداریک لارسن، سیدعلی میرعمادی (مترجم)، تهران: ورجاوند، ۱۳۸۸
- «تفکر نقادانه: مقدمه‌ای بر مهارتهای بنیادی»، ویلیام هیوز، سیدعلی میرعمادی (مترجم)، تهران: قلمستان هنر، ۱۳۸۴
- «افق‌های نو در بررسی‌های زبان و ذهن»، نوآم چامسکی، سیدعلی میرعمادی (مترجم)، تهران: مؤسسه خیریه آموزشی فرهنگی شهید مهدوی، ۱۳۸۲
- «پیامبر»، جبران خلیل جبران، سیدعلی میرعمادی (مترجم)، تهران: انتشارات دانشگاه علامه طباطبایی
- «دیرینه زبان‌شناسی عربی»، ج. بوآس و دیگران، سیدعلی میرعمادی (مترجم)، تهران: انتشارات رهنما، ۱۳۷۶

### ویرایش
- مجموعه مقالات دومین کنفرانس زبان‌شناسی، سیدعلی میرعمادی (ویراستار)، تهران: انتشارات دانشگاه علامه طباطبایی
- مجموعه مقالات چهارمین کنفرانس زبان‌شناسی، سیدعلی میرعمادی (ویراستار)، تهران: انتشارات دانشگاه علامه طباطبایی